# Order of War
Order of War (tạm dịch: Mệnh lệnh chiến tranh) là trò chơi máy tính chiến thuật thời gian thực do Wargaming phát triển và Square Enix phát hành vào ngày 22 tháng 9 năm 2009, lấy mốc thời gian vào những ngày nóng bỏng của thế chiến thứ 2. Trong hai chiến dịch chơi đơn của game, người chơi sẽ theo bước quân Đồng Minh trong chiến dịch mang mật danh Overlord bắt đầu vào tháng 6 năm 1944 giải phóng nước Pháp, và sang bên kia chiến tuyến để chỉ huy quân Đức chiến đấu trong những trận đánh không cân sức nhằm đẩy lùi cuộc tổng tiến công của Hồng Quân Liên Xô ở phía đông với số lượng và trang bị vượt trội.

## Cốt truyện
Order of War bắt đầu từ ngày 6 tháng 6 năm 1944, khi quân Đồng Minh đổ bộ vào bờ biển Normandy, một vùng của Pháp đang bị Đức chiếm đóng, và quân đội phát xít đã bị đánh bại sau đó. Khi chiến dịch này thành công, lực lượng Đồng Minh tiếp tục tiến sâu vào Pháp. Sau đó, trò chơi sẽ đưa người chơi vào chiến dịch Market Garden, tại Hà Lan. Đây là chiến dịch đổ bộ bằng không quân lớn nhất lịch sử với hàng nghìn máy bay tham gia. Quân Đồng Minh cố gắng xuyên thủng Hà Lan và qua sông Rhine để kết thúc chiến tranh vào năm 1944. Nhưng chiến dịch này họ bị thất bại. Bước sang năm 1945, người chơi sẽ tham gia chiến dịch tấn công vào biên giới Đức từ phía Tây, tiến hành những trận ném bom biến các thành phố của Đức thành gạch vụn, rồi bước vào trận Bulge, chiến dịch phản công của Hitler nhằm đẩy lui quân Đồng Minh hòng tái chiếm Hà Lan, Bỉ, Luxembourg. Sau khi đánh bại quân Đức ở chiến dịch này, người chơi sẽ tiến vào chiếm Berlin.
Phần chơi nhiệm vụ của Order of War sẽ giúp người chơi hiểu rõ hơn quá trình tấn công trên của quân đội Đồng Minh. Ngoài ra, nếu muốn, họ có thể tham gia các chiến dịch của Đức quốc xã để tử thủ trước sức tấn công như vũ bão của đối phương.

## Lối chơi
Lối chơi của Order of War khá đơn giản, và có phần thiếu chiều sâu cần thiết. Công việc chiếm điểm gần như là việc quan trọng duy nhất cần làm, bởi chỉ cần sở hữu một vị trí tốt nào đó là kinh tế của phe đó sẽ hơn hẳn phía đối diện, và biến trận đấu mất cân bằng chứ không còn là cuộc đấu trí căng thẳng nữa. Và để đạt được thắng lợi, đòi hỏi người chơi phải hiểu rõ ưu, khuyết điểm của từng đơn vị quân để sử dụng chúng đạt được hiệu quả cao nhất. Các đơn vị này rất đa dạng như bộ binh, xe tăng, pháo binh hay có thể cuộc gọi pháo kích hoặc oanh tạc bằng máy bay chiến đấu và máy bay ném bom nếu được sử dụng đúng lúc cũng sẽ giúp người chơi thoát khỏi những tình huống khó khăn khi bị bao vây với số lượng vượt trội. Ngoài chế độ chiến dịch ra game còn có chế độ nhiều người chơi, gồm chế độ deathmatch và skirmish.
Ngoài ra người chơi có thể nâng cấp các đơn vị này để tăng sức chiến đấu bằng lượng điểm có được trong quá trình chơi. Các loại nâng cấp được chia theo binh chủng và rất đa dạng. Trong game người chơi không thể nào xây dựng công trình hay thu thập tài nguyên như các game dòng RTS truyền thống khác mà chỉ đơn giản cung cấp một lượng điểm cần thiết để bổ sung các đơn vị quân vào chiến trường ở các điểm chiến thuật có cột cờ rải rác khắp bản đồ, tương tự như game World in Conflict hay Blitzkrieg.
Việc có thể xoay góc nhìn ở mọi phương hướng, cho phép người chơi điều khiển dễ dàng các chủng quân, quan sát ở nhiều góc độ như nhìn cận cảnh những người lính, xe pháo hoặc theo dõi toàn bố chiến trường dưới dạng bản đồ địa hình. Ngoài ra, người chơi sẽ không cần đến bàn phím khi điều khiển các chủng quân như: bộ binh, lính dù, tăng. pháo binh, không quân mà chỉ cần click chuột để điều binh khiển tướng. Mỗi loại quân, sẽ được chọn bằng một loại thẻ trong menu ở góc dưới màn hình.
Góc nhìn camera linh hoạt tương tự như World in Conflict. Người chơi có thể phóng to, thu nhỏ, thay đổi góc nhìn camera, xoay 360 độ quanh chiến trường để quan sát mọi ngóc ngách. Ngoài ra, game còn hỗ trợ tính năng tạm ngừng bằng nút Space để giúp người chơi quan sát tình thế và điều khiển được dễ dàng hơn. Game cũng đòi hỏi một trình độ điều khiển vi mô khá khi áp dụng cả sự khác biệt về độ dày của giáp tăng lẫn tính năng chuyển quân bằng xe cơ giới (đòi hỏi thời gian và các đơn vị lính sẽ không có khả năng chiến đấu khi vận chuyển). Tính năng "cinematic camera" mang lại những góc quay đẹp mắt về những trận đánh, tuy nhiên người chơi sẽ ít có thời gian tận hưởng những khung hình này bởi các trận chiến luôn biến đổi và cần sự quan sát thường xuyên.
Trí thông minh nhân tạo của máy (AI) gây khá nhiều khó khăn cho người chơi tuy đôi lúc hay bị những lỗi ngớ ngẩn cản trở máy giành chiến thắng, ngoài ra hệ thống điểu khiển của máy có thể điều khiển quân đội thay cho người chơi khi đang có mặt ở những "điểm nóng" khác. Bên cạnh đó còn có bản đồ và hệ thống thám báo cập nhật liên tục tình hình chiến trận.

## Bình phẩm
Nền đồ họa của game không quá xuất sắc nhưng lột tả được sự khốc liệt của các trận đánh nhờ sử dụng tông màu xám – cách làm quen thuộc trong những game chiến tranh. Các mô hình phương tiện cơ giới được thực hiện rất chi tiết, nhưng cử động của binh sĩ còn cứng, chưa đạt được mức như Company of Heroes đã thể hiện. Phần âm thanh của game cũng đạt yêu cầu, đủ sức mang lại sự hào hứng cho người chơi. Tuy nhiên, do phải thể hiện một khung cảnh chiến trường rộng lớn với rất nhiều đơn vị nên game đòi hỏi một cấu hình máy khá cao để có thể chạy tốt. Về mặt chiến thuật của game vẫn chưa đủ các yếu tố phức tạp về mặtchiều sâu cũng như mức độ khốc liệt đã tạo nên thành công trên Company of Heroes và World in Conflict.